# Фридрих IV (Вид)
Вижте пояснителната страница за други личности с името Фридрих IV.
Фридрих IV фон Вид (на немски: Friedrich von Wied; * ок. 1518; † 23 декември 1568), граф на Вид, е от 1562 до 1567 г. архиепископ и курфюрст на Кьолн.

## Живот
Син е на граф Йохан III фон Вид, господар на Рункел и Изенбург († 1533), и съпругата му графиня Елизабет фон Насау-Диленбург († 1559).
Фридрих е от 1534 г. духовник в катедралата на Бон, 1537 г. в Кьолн, от 1559 до 1562 г. в Маастрихт. На 19 ноември 1562 г. е избран с 16 от 19 гласа за архиепископ на Кьолн. На Трентския събор той отказва да се закълне (Professio fidei Tridentinae) и папа Пий IV не му дава потвърждение за избора му. На 25 ноември 1567 г. той се отказва от службата си.
Той умира на 23 декември 1568 г. в Кьолн и е погребан в доминиканската църква.